# François-Ambroise Didot
 François-Ambroise Didot  (París, 1730 - 1804). Primogènit de François Didot. Reconegut llibreter i impressor i principal responsable de la internacionalització del cognom de la família Didot.
La constant en el seu treball com a impressor, va ser millorar les seves edicions fins al punt de fer-inigualables i cobejades a tot Europa.
Les seves principals aportacions van ser:
- Revisa el sistema de punts de Fournier i defineix un nou sistema de mesura el punt Didot.
- Incorpora al seu taller una màquina d'imprimir d'un sol cop que li permet més precisió i rapidesa.
- Introdueix com a suport el paper vitel a França.
- En estreta col·laboració amb el seu fill Firmin crea un nou tipus de lletra en què es constata l'abandonament de la tendència barroca a favor del nou estil neoclàssic.